# 1973 في بلجيكا
فيما يلي قوائم الأحداث التي وقعت خلال عام 1973 في بلجيكا.

## رياضة
- 1 يناير – بطولة العالم للعدو الريفي 1973
- 1 يناير – طواف فلاندرز 1973
- 20 مايو – جائزة بلجيكا الكبرى 1973 الفائز جاكي ستيورات.

## مواليد

### يناير
- 1 يناير – لبنى أزابال ممثلة بلجيكية.
- 20 يناير – الملكة ماتيلد من بلجيكا ملكة بلجيكا القرينة.

### مارس
- 10 مارس – جيرت فيرهين درّاج طريق بلجيكي.

### أبريل
- 4 أبريل – سفين فرمانت لاعب كرة قدم بلجيكي.
- 9 أبريل – بارت غوور لاعب كرة قدم بلجيكي.

### مايو
- 31 مايو – دومينيك مونامي لاعبة كرة مضرب بلجيكية.

### أغسطس
- 2 أغسطس – إريك ديفلاندر لاعب كرة قدم بلجيكي.

## وفيات

### مارس
- 9 مارس – هنري أيسمبورغس (مواليد 1914) لاعب كرة قدم بلجيكي.

### مايو
- 31 مايو – أرماند أبل (مواليد 1903)

### أكتوبر
- 20 أكتوبر – أوغست جاريبيك (مواليد 1912) دراج بلجيكي.
- 25 أكتوبر – إميل ماسون (مواليد 1888) درّاج طريق بلجيكي.